# Graad (vrijmetselarij)
De vrijmetselarij is in wezen een filosofisch stelsel dat gebaseerd is op inwijding van de leden. Deze inwijdingen gebeurt niet in één keer, maar in afzonderlijke stappen (Lat. gradus: stap) op continue wijze. Bij elke stap boekt men vooruitgang in zijn inwijding of initiatie. Bij elke graadverhoging wordt een nieuw stuk kennis of inzicht, dat voorheen nog niet aanwezig was, verworven of zich eigen gemaakt.
De vrijmetselaar werkt aan zichzelf, om een beter mens te worden, voor zichzelf en voor de andere, medemensen. Niet het einddoel, maar de reisrichting is belangrijk. Dit proces van vooruitgang en vervolmaking gaat in stappen, en deze stappen worden graden genoemd. Een graad is dan ook een verwijzing naar een bepaalde lidmaatschapscategorie of maatstaf van inwijding die wordt gehanteerd binnen de vrijmetselarij. Tussen de verschillende graden bestaat een strikte hiërarchie. 
Er moet een belangrijk onderscheid gemaakt worden tussen de vrijmetselarij die werkt in de drie symbolische basisgraden, en de vrijmetselarij die werkt in verschillende stelsels van hogere graden. Elke graad kent zijn eigen symbolische handelingen, gebruiken en voorwerpen. De overgang van de ene graad naar de andere graad wordt filiatie genoemd.

## De drie symbolische basisgraden
Binnen de zogenaamde blauwe vrijmetselarij werkt men met een universeel drie basisgradensysteem van leerling, gezel en meester. Deze graden moeten systematisch doorlopen worden door elke vrijmetselaar. Een meestervrijmetselaar heeft de volheid van de lidmaatschapsrechten en -plichten. Een leerling of een gezel niet. 

### Leerling
Een vrijmetselaar begint zijn maçonnieke loopbaan in de eerste graad. Hij wordt leerling. Niet iedereen kan zomaar leerling worden. Afhankelijk van cultuur tot cultuur word je gevraagd om lid te worden, of bied je jezelf aan voor het lidmaatschap. Er zijn inhoudelijke criteria waaraan je moet voldoen. Deze worden geformuleerd in de beginselverklaring van een Orde. 
Over het lidmaatschap wordt gestemd. En er moet een bijzonder grote consensus bestaan, opdat een kandidaat wordt aanvaard. Eenmaal de kandidaat is aanvaard begint zijn vrijmetselaarsloopbaan. Zijn officiële opname in de loge verloopt via de ritus voor opname van een leerling. Dit is een ceremoniële handeling met vaste voorschriften die een symbolische betekenis heeft. Ondertussen ontvangt de leerling de nodige achtergrondinformatie en instructie. De leerling ontvangt dan ook de uiterlijke tekenen, die bij zijn graad passen, in casu een wit schootsvel met flap naar binnen geplooid, en witte handschoenen. De leerling heeft de symbolische leeftijd van drie jaar. De leerling is een volwaardige vrijmetselaar omdat hij wordt ingewijd als leerling vrijmetselaar. Maar hij bezit nog niet de kennis over alle rechten en plichten.

### Gezel
Na verloop van tijd wordt een leerling bevorderd tot gezel, na stemming. Opnieuw wordt zijn opname in de tweede graad op ceremoniële wijze voltrokken. Hij ontvangt opnieuw de uiterlijke tekenen die horen bij zijn graad. De flap van het schootsvel wordt in deze graad naar buiten geplooid. … De gezel heeft de symbolische leeftijd van vijf jaar.
De gezel heeft als plicht zichzelf verder te ontwikkelen en andere Loges te bezoeken. Voor zichzelf een evenwicht te zoeken tussen verstand en gevoel en te trachten betekenis te geven aan zijn bestaan en voor anderen.
In de eerste jaren van de vrijmetselarij bestond er enkel een basaal ritueel voor de opname van een leerling, en de bevordering tot een gezel. Een meester was nog geen afzonderlijke graad, enkel een tijdelijke functie die werd uitgeoefend door een gezel. De derde, meestergraad werd pas in 1726 vastgelegd. De middeleeuwse oorsprong van de meestergraad berust op een mystificatie

### Meester
Na verloop van tijd wordt een gezel tot meester verheven, na stemming. Opnieuw wordt zijn opname in de derde graad op ceremoniële wijze voltrokken. Hij ontvangt opnieuw de uiterlijke tekenen die horen bij zijn graad. Deze verschilt in de Angelsaksische vrijmetselarij, waar de meester een gekleurde flap draagt, en de Frans-continentale vrijmetselarij, waar de meester een schouderlint draagt. De meester heeft de symbolische leeftijd van zeven jaar. De meester is volwaardig vrijmetselaar. Hij bezit alle rechten en plichten.
In principe is daarmee de formele inwijding beëindigd. Vanaf dit moment blijft de meester in zijn graad, en begint aan een carrière binnen de loge. Hij maakt zich verdienstelijk in bestuursfuncties en kan volwaardig deelnemen aan het maçonnieke leven.
De opeenvolging van graden is geen automatisme, dat na verloop van tijd plaatsvindt. In principe moet tijdens het ganse proces, dat enkele maanden tot jaren kan duren, steeds opnieuw worden getuigd van vooruitgang. En van een vrijmetselaar wordt verwacht dat hij dit proces tot een vast levenspatroon maakt, en zijn ganse leven blijft vooruitgaan.
Dit systeem van basisgraden wordt ook wel of Craft masonry genoemd.

## De hogere gradensystemen
Naast de drie graden van de blauwe vrijmetselarij wordt er ook geopereerd in hogere graden of filosofische graden, die allen een zelfstandig meervoudig gradensysteem uitmaken. Deze beginnen waar de blauwe vrijmetselarij ophoudt. Het aantal graden varieert van loge tot loge en van korps tot korps.
De term "hogere graden" is niet helemaal correct, omdat hij de indruk geeft van een zekere hiërarchische superioriteit t.o.v. de blauwe graden. Niets is minder waar. Veel correcter is de Engelse term "side-degrees". Men dient hiermee rekening te houden bij het lezen van wat volgt.
Deze graden voegen in wezen niets nieuws toe aan de volwaardig ingewijde meester-vrijmetselaar. Het biedt hen enkel de mogelijkheid verschillende elementen uit de inwijding van de drie symbolische graden te verdiepen, om zodoende tot een verbreding van de kennis te komen.
Er bestaat een zeer grote diversiteit aan verschillende hogere gradensystemen. Deze diversiteit is cultureel en regionaal bepaald. Maar elk hogere gradensysteem concentreert zich in zijn verschillende graden op dezelfde inwijdingselementen die al gekend zijn uit de symbolische blauwe graden. Enkel de benadering, de klemtoon en de uiterlijke kenmerken verschillen.
Vrijmetselaars die zich willen uitleven in deze veelgekleurde vrijmetselarij moeten eerst meester zijn in de blauwe vrijmetselarij. Zeker niet alle vrijmetselaars die tot de blauwe vrijmetselarij behoren, zetten de stap naar de rode vrijmetselarij.
Er bestaan twee grote systemen van hogere gradenvrijmetselarij, die, volledig doorlopen, alle inwijdingselementen zal verdiepen. Dit zijn de Schotse Ritus enerzijds, en de York Ritus, ook wel Amerikaanse Ritus genoemd, anderzijds. Daarnaast bestaan er vele kleine hogere gradensystemen, die slechts een, of enkele inwijdingselementen verdiepen.
In de regel laten obediënties, die hogere graden verlenen, het verlenen van de eerste drie basisgraden over aan een obediëntie, die enkel deze graden verleent, en beginnen ze zelf pas vanaf de vierde graad te werken.